# Municipio de Riverside (Misuri)
El municipio de Riverside (en inglés: Riverside Township) es un municipio ubicado en el condado de Christian en el estado estadounidense de Misuri. En el año 2010 tenía una población de 6773 habitantes y una densidad poblacional de 244,33 personas por km².

## Geografía
El municipio de Riverside se encuentra ubicado en las coordenadas 37°3′53″N 93°12′2″O / 37.06472, -93.20056. Según la Oficina del Censo de los Estados Unidos, el municipio tiene una superficie total de 27.72 km², de la cual 27.5 km² corresponden a tierra firme y (0.79%) 0.22 km² es agua.

## Demografía
Según el censo de 2010, había 6773 personas residiendo en el municipio de Riverside. La densidad de población era de 244,33 hab./km². De los 6773 habitantes, el municipio de Riverside estaba compuesto por el 96.28% blancos, el 0.81% eran afroamericanos, el 0.5% eran amerindios, el 0.49% eran asiáticos, el 0.12% eran isleños del Pacífico, el 0.4% eran de otras razas y el 1.4% pertenecían a dos o más razas. Del total de la población el 2.52% eran hispanos o latinos de cualquier raza.